# سكة حديد الجبل الأخضر
سكة حديد الجَبل الأخضر هي سكة حديدية جبلية تم بناؤها لنقل السياح إلى قمة الجبل الأخضر (المعروف الآن باسم جبل كاديلاك) في جزيرة ماونت ديزرت في ولاية مين تمَّ بناء مسارها على مقياس 4 أقدام و 8 بوصات ( 1،422 مم )، وهو مقياس ضيق تقنيًا، حيث يبلغ حجمه 1⁄2.

## وصف
وصف مفوضو السكك الحديدية في مين خط سكة حديد السياحية الجديدة وقتها مواصفات السكة الجديدية للسياح رسميًا ومن ابرز ما ذكروهُ:

## تاريخ
تتميز بكونها أول نظام من هذا النوع من القطارات يتم استخدامه عمليًا في الولايات المتحدة عندما تم افتتاحها بعد الحرب الأهلية مباشرة. تم تصميم السكة من قبل سيلفستر مارش الذي اعتقد أن خَط سكة حديد سيصبح نقطة جذب سياحي شهيرة بعد أن تسلق جبل واشنطن في نيو هامبشاير في أوائل خمسينيات القرن التاسع عشر.

## إيقاف
توقفت سكة حديد الجبل الأخضر (جبل كاديلاك حاليًا) عن العمل في عام 1895. انتهى المطاف بالقاطرات الأخرى المجاورة مع سكة الحديد هذهِ بالتَوقُف كذلك.